# Protoptila coloma
Protoptila coloma là một loài Trichoptera trong họ Glossosomatidae. Chúng phân bố ở miền Tân bắc.